# Charles Janssen
Pour les articles homonymes, voir Janssen.
Pour les autres membres de la famille, voir Famille Janssen.

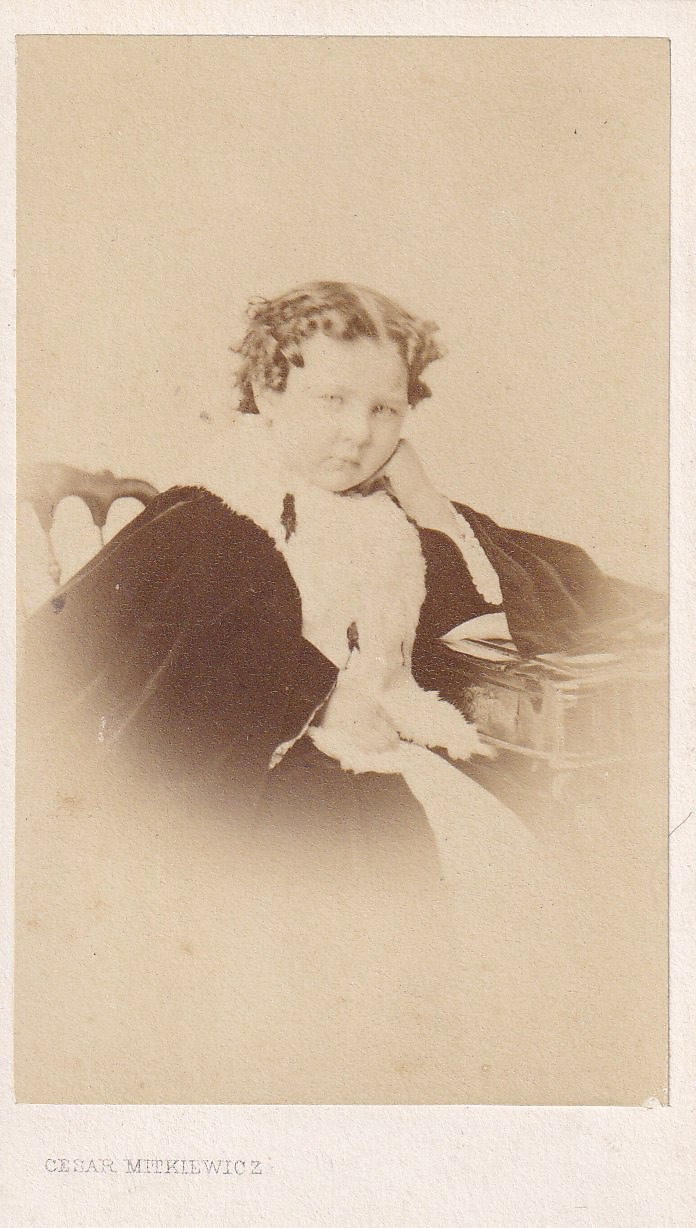
Berthe Poelaert, enfant, future épouse.

Charles Janssen est un avocat à la cour d'appel de Bruxelles, homme politique belge, bruxellois, né à Tirlemont le 4 novembre 1851 et mort à Bruxelles le 29 mai 1918. Il repose au cimetière de Bruxelles sous un monument funéraire Art nouveau, œuvre de son cousin, l'architecte Henri van Dievoet, et orné de son portrait en médaillon par Isidore De Rudder.

## Biographie
Il avait épousé à Bruxelles le 4 septembre 1877, Berthe Poelaert, née à Bruxelles le 28 juin 1858, fille de Constant Poelaert, avocat, frère du célèbre architecte Joseph Poelaert, et de Marie-Henriette-Ernestine Jacobs.
Il fut membre de la Députation permanente de la province de Brabant et échevin de la ville de Bruxelles.
La ville de Bruxelles gère une bibliothèque Bibliothèque Charles Janssen, boulevard Jacqmain 62. L'Heure Joyeuse Charles Janssen, salle de lecture pour la jeunesse, fut créée en 1930, rue de Schaerbeek, par la famille Janssen en mémoire de Charles Janssen.
Après quelques déménagements, elle s'installa en 1985 à son adresse actuelle, fusionna avec la bibliothèque publique no 5 et fait partie des bibliothèques publiques francophones de la ville de Bruxelles.
Membre du parti libéral, il adhéra à la franc-maçonnerie (33e degré du Rite Écossais Ancien et Accepté, président de l'Aréropage Les Amis du Commerce, secrétaire-général du Suprême Conseil de Belgique).
Charles Janssen est le père du baron Emmanuel Janssen (1879-1955), fondateur de la Générale de Banque et de l'Union Chimique Belge.
Il est commandeur de l'Ordre de Léopold avec rayure d'or.
Il fut membre du cercle d'influence dit de la "Table Ronde" qui reunissait 20 personnalités qui "semblent avoir été des hommes de confiance de Léopold II".